# Tamlouka
Tamlouka là một đô thị thuộc tỉnh Guelma, Algérie. Dân số thời điểm năm 2002 là 16.64 người.